# Вилард (Канзас)
Вилард (енгл. Willard) град је у америчкој савезној држави Канзас.

## Демографија
По попису из 2010. године број становника је 92, што је 6 (7,0%) становника више него 2000. године.
| Група             | 2000.      | 2010.      |
| Белци             | 79 (91,9%) | 84 (91,3%) |
| Афроамериканци    | 0 (0,0%)   | 0 (0,0%)   |
| Азијати           | 0 (0,0%)   | 0 (0,0%)   |
| Хиспаноамериканци | 7 (8,1%)   | 6 (6,5%)   |
| Укупно            | 86         | 92         |